# Tham Lot
Tham Lot es un tambon, pueblo y un sistema de cuevas cerca de Soppong, distrito de Pang Mapha , provincia de Mae Hong Son, al norte de Tailandia. El río Nam Lang  fluye a través de la cueva que está llena de estalactitas y estalagmitas. La cueva es también el hogar de un gran número de murciélagos y vencejos. En el sitio hay otras cuevas cercanas con ataúdes de madera de teca que se cree fueron talladas por miembros de la tribu Lawa miles de años atrás.
Otra cueva en la zona, la segunda cueva más larga conocida en Tailandia, es Tham Mae Lana, que tiene de 12 kilómetros de largo.

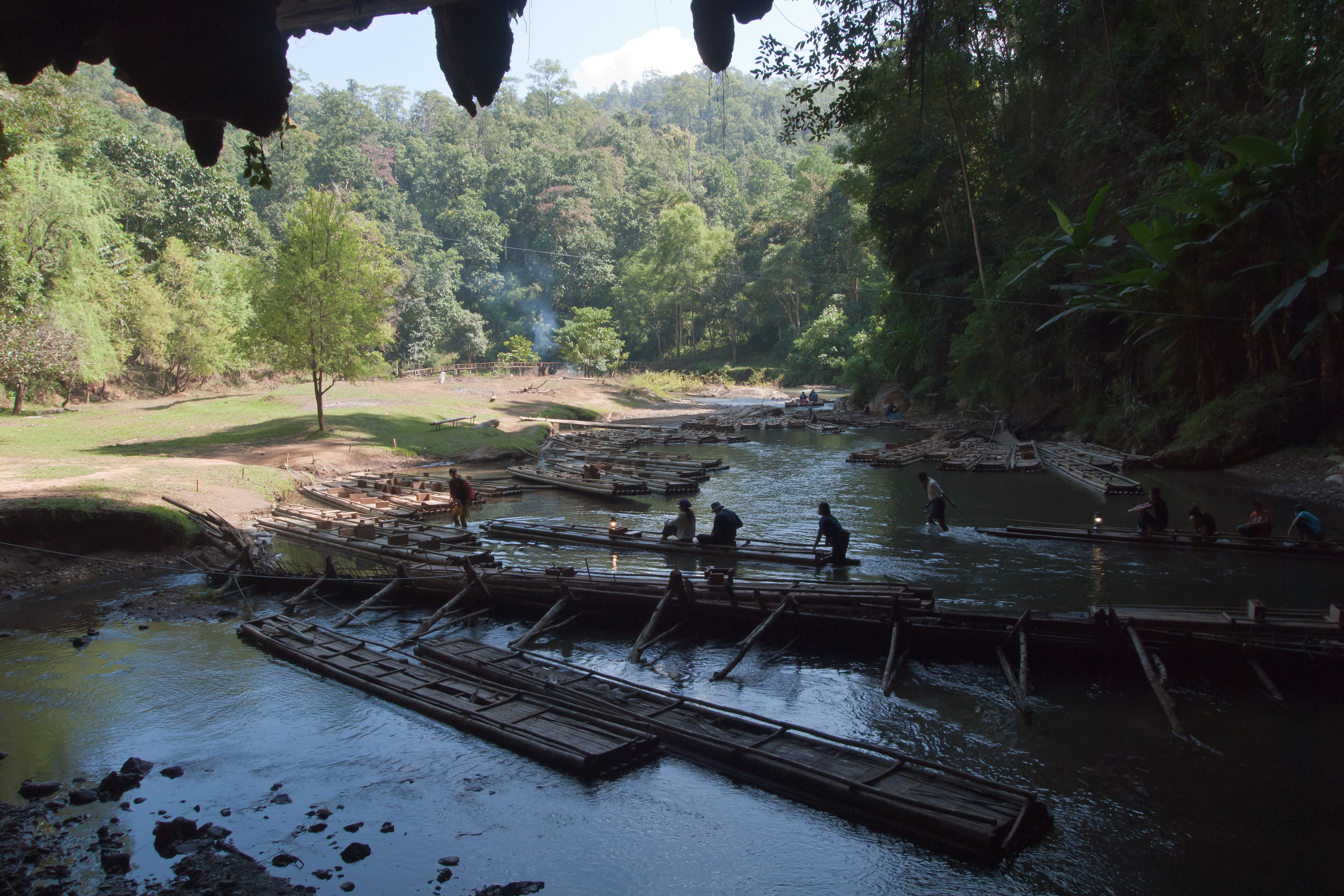
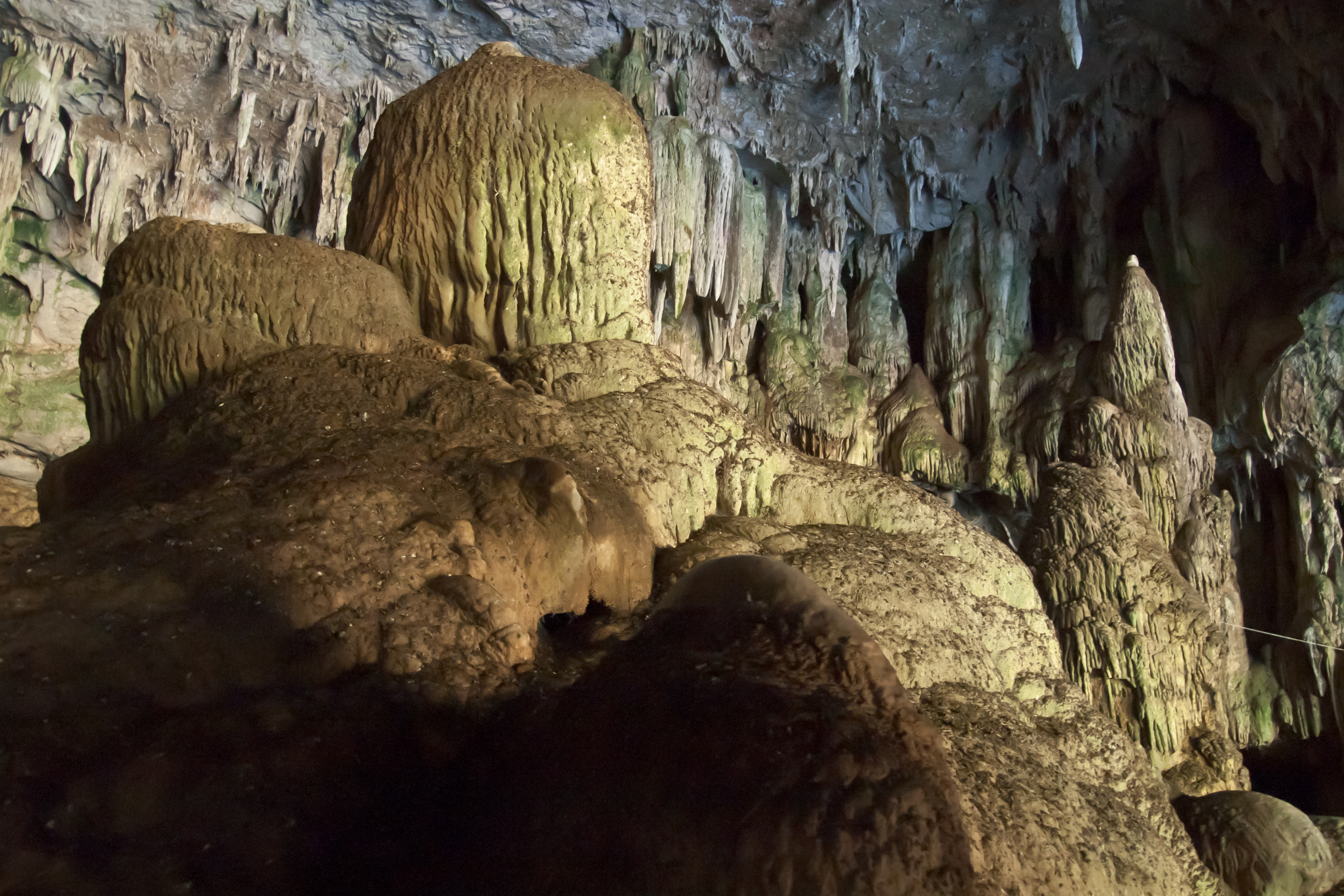